# محمدين خواد
محمدين خواد (ولد: عام 1950 م) شاعر وكاتب طارقي ولد في منطقة آير في النيجر، ويعيش حاليا وينشر أعماله من مدينة آكس أون بروفانس في فرنسا. خواد يتبنى طريقة يسميها furigraphy (التلاعب بخط الكلمة)؛ لخلق فضاء في شعره، ولإلقاء الضوء على مواضيع معينة. الموضوعات الشائعة في عمله تشمل: العطش، والحركة، والترحال، والفوضى. أما الموضوعات السياسية فترتبط بقضايا الطوارق السياسية في المنطقة. تزوج بـ" Hélène Claudot-Hawad " التي لها ثقافة عن الطوارق، وهي مترجمة شعره إلى الفرنسية. نشر عدد من القصائد، والملاحم، والأعمال الأدبية الأخرى في المقام الأول بفرنسا. لكن ترجمات أعماله ازدادت في السنوات الأخيرة، بفضل الترجمة العربية لـ «وصية البدوي» (Testament nomade) التي قام بها الشاعر السوري البارز أدونيس.

## حياته وعمله
ولد خواد عام 1950 م في منطقة آير في ما يسمى اليوم النيجر،  وبرغم ذلك فإنه يرفض الهوية النيجيرية.  ينتمي خواد إلى قبيلة إكازكزين الطارقية، التي هي جزء من تجمع قبائل آير. يروي حواد العديد من الرحلات حول الصحراء ومنطقة الساحل على ظهر الجمل، بينما كان يشب مع إخوانه وأبيه.  في مرحلة المراهقة المبكرة من حياته، كان جزء من عدد متزايد من الطوارق الذين انتقلوا من أوطانهم؛ للعمل كعمال يوميين؛ بسبب انتشار البطالة. الأمر الذي جعله من المهتمين بقضايا الطوارق السياسية.  تزوج بـ " Hélène Claudot-Hawad "، واتخذ فرنسا منفى له.  قبل ثورات الطوارق في التسعينيات. 

### الأعمال الأدبية
نشر خواد عدد من الأعمال الأدبية من منتصف الثمانينيات حتى اليوم. العديد منها كتب شعر، لكن الأخرى تجمع بين الأشكال الأدبية المشابهة للملاحم الأسطورية، والنثر الغنائي، والروايات.  في نفس الوقت يكتب هواد مقالات سياسية في عدد من الصحف البارزة في فرنسا والنيجر. 
لنظم شعره، يلقي قصائده بصوت عال بلغة قومه " الطارقية "، ويسجل العرض، قبل أن يترجم هو وزوجته القصائد إلى الفرنسية؛ للنشر.  هذه الطريقة تهدف إلى ضبط انتقال الأدب من الروايات الشفاهية لنمط الحياة البدوي إلى الأفكار المحددة للتأليف الحديث. 
الموضوعات الشائعة في أعماله الأولى كانت إصدارات تتعلق بالحياة في الصحراء: العطش في المقام الأول، والجوع، والترحال باستمرار.  مع الحفاظ على هذه المواضيع، عمله فيما بعد بدأ في الانخراط مباشرة بقضايا الطوارق السياسية، التي تتعلق بحقوقهم في المواطنة، وما يواجهون من اضطهاد من حكومتي مالي والنيجر.  الفوضى والترحال موضوعات تأخذ حيزا كبيرا في عمله، وهو يستخدم هذه الموضوعات لربط نضال الطوارق بالنضالات الأخرى حول العالم. 
شعره وآراؤه السياسية تتبنى الفوضى وتركز في المقام الأول على مقاومة القوات القمعية. كريستوفر وايز كتب يقول: «شعره كآرائه السياسية، يناضل ضد الانتماءات السياسية لأي فئة، مع الاعتراض المحتمل للعادات الفوضوية الغربية، طالما وجدت الحركات العسكرية مثل الزاباتا في المكسيك.»  الآراء السياسية في قصائده تفسر كرد لمحاولات في وسائل الإعلام الفرنسية لجعل الطوارق أسطورة،  أو الجهود الرامية لجعل المنطقة موقع للسياحة. 

### Furigraphy (التلاعب بخط الكلمة)
مقوم فريد لقصائده المكتوبة هو التضمين المعدل لتيفيناغ، على الرغم من أن الأحرف عريقة في أبجدية تيفيناغ، إلا أن خواد حورها لإزالة أي معنى محدد وببساطة لخلق فضاء داخل القصائد.  يسمي أسلوبه هذا Furigraphy (التلاعب بخط الكلمة)  تجاربه مع الـ Furigraphy في شعره قادته لإنتاج عدد من الأعمال الفنية المبنية من الحروف المبدلة. أسلوب الـ Furigraphy لخواد وضعه ضمن حركة أوسع للحفاظ على أبجدية تيفيناغ في مجتمعات شتات الطوارق. 

## مؤلفاته
كل مؤلفاته نشرت في فرنسا أولا. 
- 1987 Caravane de la soif et de l'égarement
- Chants de la soif et de l'égarement 1987
- Testament nomade 1987- ترجمه إلى العربية الشاعر السوري أدونيس.
- L'Anneau-Sentier 1989
- Froissevent 1991
- Yasida 1991
- La danse funèbre du soleil 1992
- Buveurs de braises 1992
- Sept fièvres et une lune 1995
- Le coude griçant de l'anarchie 1998
- Les haleurs d'horizon 1998
- Notre horizon de gamelles pour une gamelle d’horizons 2001
- Détournement d'horizon 2002
- Sahara. Visions atomiques 2003
- Le goût du sel gemme 2006

## جوائز
- 2017 : جائزة الأركانة العالمية[13][14]

## قائمة المراجع
- Ember، Melvin؛ Ember، Carol R.؛ Skoggard، Ian A. (2005). Encyclopedia of Diasporas: Immigrant and Refugee Cultures Around the World. Springer. ص. 316. ISBN:978-0-306-48321-9. مؤرشف من الأصل في 2016-04-08. اطلع عليه بتاريخ 2013-02-15.
- Gugelberger، Gerog M. (2001). "Tuareg (Tamazight) Literature and Resistance: The Case of Hawad". في Christopher Wise (المحرر). The Desert Shore: Literatures of the Sahel. Boulder, CO: Lynne Rienner. ص. 101–112.
- Lecocq، Baz (2004). "Unemployed Intellectuals in the Sahara: The Teshumara Nationalist Movement and the Revolutions in Tuareg Society". International Review of Social History. ج. 49: 87–109. DOI:10.1017/S0020859004001658.
- Wise، Christopher (2004). Encyclopedia of African Literature. Routledge. ص. 303. ISBN:978-0-203-36126-9. مؤرشف من الأصل في 2020-01-29. اطلع عليه بتاريخ 2013-02-15.
- "Mahmoudan Hawad". Casa della poesia. مؤرشف من الأصل في 2018-12-12. اطلع عليه بتاريخ 2013-02-16.

## قراءات أخرى
- Claudot-Hawad, Hélène (2007). "La "Furigraphie" pour Briser l'encerclement" (PDF). Multitudes (بالفرنسية). 30 (3): 69–79. DOI:10.3917/mult.030.0069. Archived from the original (PDF) on 2012-06-26.
- Hawad (May 2012). "Touaregs, la "marche en vrille"". Le Monde Diplomatique (بالفرنسية). Archived from the original on 2017-04-24. Retrieved 2013-02-16.